# Ric e Gian
Ric e Gian, talora anche Ric & Gian, fu un duo comico italiano composto da Riccardo Miniggio ("Ric") (1935) e Gian Fabio Bosco ("Gian") (1936-2010), attivo prevalentemente dagli anni sessanta agli ottanta.
Formatosi all'inizio degli anni sessanta, il duo ebbe una quarantennale carriera che vide il suo picco nei primi venticinque anni d'attività; dopo un primo scioglimento nel 1987, si ricostituì brevemente nel 2002 per sciogliersi definitivamente nel 2006.
Ric e Gian, oltre a esibirsi come comici, incisero anche diversi brani musicali e apparvero in alcune produzioni cinematografiche.

## Storia

### Esordi
Alla fine degli anni cinquanta Riccardo Miniggio, cresciuto nel quartiere San Donato di Torino (abita con la famiglia in via Cibrario), inizia a frequentare l'Ideal, teatro di rivista situato nei pressi di piazza Statuto, che anni dopo diventerà uno dei più noti cinema cittadini.
Qui inizia a esibirsi come ballerino acrobatico di rock'n'roll e come imitatore di Jerry Lewis, frequenta molti attori e lavora anche con la compagnia di Erminio Macario.
Gian Fabio Bosco, nato a Firenze ma cresciuto a Genova, è figlio d'arte: sua madre, l'attrice Anna Caroli ed il padre, l'attore Sergio Bosco (in arte Sergio Fosco) lavoravano nella compagnia di Gilberto Govi; dopo le prime esperienze di recitazione ancora bambino insieme alla madre, si esibisce con varie compagnie, tra cui quella di Gino Bramieri.
I due si conoscono in un altro noto locale torinese dell'epoca, il Maffei, in via Principe Tommaso, dove Gian recita in una compagnia teatrale insieme al comico Mario Ferrero e Ric si esibisce come ballerino fantasista; i due decidono di formare un duo comico e, sfruttando le loro conoscenze, iniziano a esibirsi nei locali di Genova e Torino e in breve tempo nelle altre città del nord Italia, con il nome di Jerry e Fabio. In breve tempo riescono a ottenere anche una scrittura in Francia, al Crazy Horse, dove riscuote particolare successo un loro sketch basato principalmente sulla mimica, in cui interpretano due maldestri giocolieri che tentano di ottenere successo mischiando giochi acrobatici allo strip tease e noto come "Lo spogliarello"; è proprio questo numero a colpire il produttore cinematografico ed editore Angelo Rizzoli, che nel 1966 li ingaggia per il film Ischia operazione amore; è Rizzoli a decidere di cambiare il loro nome d'arte in Ric e Gian.

### Successo
Dopo le prime apparizioni televisive, il capodanno del 1967 partecipano al programma Viva l'astrologo con Raffaella Carrà, al quale segue Chi ti ha dato la patente?; l'anno successivo sono ospiti fissi insieme a Paolo Villaggio nel programma della Rai Quelli della domenica, dove ottengono un grande successo, replicato nel 1969 in Ma che domenica amici, di cui sono conduttori insieme a Carmen Villani. L'anno dopo lavorano con Raffaele Pisu  in La domenica è un'altra cosa e nel 1972 conducono Gli ultimi cento secondi. Tutti i programmi di questo periodo sono realizzati a Milano, dove il duo ha l'occasione di conoscere e frequentare molti dei comici che gravitano intorno al Derby Club, in particolare Cochi Ponzoni, Renato Pozzetto ed Enzo Jannacci. L'attività televisiva continua per molti anni, con programmi realizzati per la RAI in ogni stagione come Quello della porta accanto, l'edizione di Senza rete del 1972, condotta da Renato Rascel, e L'amico della notte.
Nel frattempo continuano a girare film comici e, dopo Ischia operazione amore, segue Ric e Gian alla conquista del West (1967); entrambe le pellicole ottengono però un successo inferiore alle aspettative; nel 1969 sono tra i protagonisti di Lisa dagli occhi blu, musicarello basato sull'omonima canzone portata al successo nello stesso anno da Mario Tessuto. L'ultima pellicola girata in coppia sarà Kakkientruppen (1977), film comico-demenziale sulla falsariga delle celeberrime Sturmtruppen di Bonvi.
Esordiscono anche come cantanti nel 1968 con il 45 giri Okay Carola, che si inserisce nel filone della canzone comica di Jannacci e Cochi e Renato: gli autori di questo brano (ed anche della facciata B, Quindici anni) sono Marcello Marchesi per il testo e il maestro Gorni Kramer per la musica. L'anno successivo il duo incide per la Fonit Cetra Il giro del mondo in 45 giri, titolo inventato da Pippo Baudo, una serie di barzellette con accompagnamento musicale. L'anno successivo invece viene pubblicato un primo album di canzoni, Sensational Sanremo story, ovvero Come conquistammo Sanremo, con i testi scritti da Leo Chiosso, le musiche dal maestro Chiaramello, e dal disco viene anche tratto un 45 giri di un certo successo, Oh là là bum l'amore/La mamma è sempre la mamma; al 1973 risale il 45 giri Il madrino/È solo un gioco del quale la canzone sul lato B è la sigla del programma televisivo Gli ultimi cento secondi. Il terzo album viene inciso nel 1978 e prodotto da Marco Dané e arrangiato dal maestro Pinuccio Pirazzoli, intitolato Supermascanzoni, con loro versioni di brani di successo di Pino Donaggio, Gilbert Bécaud e altri autori e pubblicato dalla CCRC, etichetta distribuita dalla EMI Italiana, e dall'album vengono tratti due 45 giri, Il lampadario/Crapa pelada, scimmia stonata e Come un toro nell'arena/L'amour.
Negli anni settanta partecipano inoltre ad alcuni spettacoli teatrali come Scusi, mi ripresti sua moglie e Le farse di Dario Fo, quest'ultimo con la regia di Filippo Crivelli, in cui allestiscono una serie di sketch e canzoni dell'autore, tra cui la nota canzone Mamma, vado a Voghera incisa da Cochi e Renato. Nella stagione 1976-1977 portano sul palcoscenico la commedia La strana coppia di Neil Simon. Nello stesso periodo sostituiscono Tino Scotti come testimonial dei confetti Falqui.

### Anni ottanta: gli spettacoli nelle televisioni private
Alla fine degli anni settanta, dopo un periodo di riduzione dell'attività sulla RAI, iniziano a lavorare su alcune televisioni private, dapprima su Teleradiocity con il programma La prima volta che, con la regia di Beppe Recchia; passano poi ad Antenna 3 Lombardia negli spettacoli Secondo me (1978) insieme a Donatella Rettore come valletta (chiamata dai due comici "Rettuar") e cantante, sempre con la regia di Recchia, Strano ma vero (1980), con la regia di Cino Tortorella, Ric & Gian show (1981), di Tortorella, Ric e Gian più (1982), regia di Guido Stagnaro, Ric e Gian graffiti (1983), di Tortorella. In quest'ultimo spettacolo la loro valletta è una giovanissima Paola Perego, all'epoca sedicenne. Nel 1983, conclusa la fortunata stagione di Antenna 3 Lombardia, presentano su Italia 1 il programma Ric e Gian folies, (di cui cantano anche la sigla di coda, Mafalda, mai pubblicata su disco), con Edwige Fenech. Il programma viene anche candidato per i Telegatti di quell'anno; sempre per la Fininvest lavorano in Risatissima, in onda su Canale 5, condotta da Milly Carlucci con la regia di Davide Rampello. Nel 1986 la coppia torna al vecchio schema dello spettacolo serale con Ric e Gian sera, nuovamente con la regia di Tortorella, prodotto negli studi di Antenna 3 ma mandato in onda su Telelombardia. Nel 1987 il duo si scioglie, e i due attori continuano a lavorare separatamente.

### Anni novanta e duemila
Dal 1992 fino al 1994, Ric è tra i presentatori di Striscia la notizia. Nel 2002 il duo torna a recitare insieme nella commedia Una moglie coi baffi, traduzione ed adattamento di Enrico Vaime di Ma femme s'appelle Maurice di Raffy Shart; la collaborazione continua nel 2004 con Pigiama per sei, di Marc Camoletti, insieme a Patrizia Rossetti e con la regia di Beppe Recchia, e nel 2006 con Comunque vada sarà un successo, sempre con Patrizia Rossetti, con testi di Dino Verde curati dal figlio Gustavo Verde: dopo quest'esperienza il duo si divide nuovamente.
Il 14 febbraio 2010, a seguito di un aneurisma, Gian muore a Lavagna (GE), all'età di 73 anni; la salma verrà in seguito trasportata al Cimitero di Staglieno per la cremazione.

## Filmografia
- Ischia operazione amore, regia di Vittorio Sala (1966)
- Ric e Gian alla conquista del West, regia di Osvaldo Civirani (1967)
- Lisa dagli occhi blu, regia di Bruno Corbucci (1969)
- Quelli belli... siamo noi, regia di Giorgio Mariuzzo (1970)
- Sesso in testa, regia di Sergio Ammirata (1974)
- Kakkientruppen, regia di Marino Girolami (1977)

## Programmi televisivi
- Viva l'astrologo (Programma Nazionale, 1967)
- Chi ti ha dato la patente? (Programma Nazionale, 1967)
- Quelli della domenica (Programma Nazionale, 1968)
- Ma che domenica amici (Programma Nazionale, 1969)
- La domenica è un'altra cosa (Programma Nazionale, 1970)
- Gli ultimi cento secondi (Programma Nazionale, 1972)
- Senza rete (Programma Nazionale, 1972)
- Quello della porta accanto (Programma Nazionale, 1975)
- L'amico della notte (Rete 1, 1977)
- La prima volta che (Teleradiocity, 1977)
- Secondo me (Antenna 3 Lombardia, 1978)
- Strano ma vero (Antenna 3 Lombardia, 1980)
- Ric & Gian show (Antenna 3 Lombardia, 1981)
- Ric e Gian più (Antenna 3 Lombardia, 1982)
- Ci pensiamo lunedì (Rete 2, 1983, prima edizione)
- Ric e Gian graffiti (Antenna 3 Lombardia, 1983)
- Ric e Gian folies (Italia 1, 1983)
- Risatissima (Canale 5, 1984)
- Premio Onda TV (Italia 1, 1984)
- Ric e Gian sera (Telelombardia, 1986)
- Striscia la notizia solo Ric (Canale 5, 1992-1994)
- Stupido Hotel (Rai 2, 2003)[2]

## Discografia

### 33 giri
- 1969 – Il giro del mondo in 45 giri (Fonit Cetra, Spa 17)
- 1970 – Sensational Sanremo story, ovvero Come conquistammo Sanremo (Fonit Cetra)
- 1978 – Supermascanzoni (CCRC)

### 45 giri
- 1968 – Oh Carola/A 15 anni (Ri-Fi, RFN NP 16290)
- 1970 – Oh là là bum l'amore/La mamma è sempre la mamma (Fonit Cetra, JBF 610)
- 1973 – Il madrino/È solo un gioco (Cipiti, NP 1018)
- 1978 – Il lampadario/Crapa pelada, scimmia stonata (CCRC, 4300)
- 1979 – Come un toro nell'arena/L'amour (CCRC), 4301)

### CD
- 1996 – Come un toro nell'arena - Grandi successi